# Milan Lahoda
Milan Lahoda (3. července 1926 Ústí nad Labem – 24. února 1972 Teplice) byl český sochař.

## Životopis
Studoval na sochařsko-kamenické škole v Hořicích a následně na Akademii výtvarných umění v Praze u profesora Španiela. Během své profesní kariéry působil především v Teplicích, kde žil bohémským způsobem života. V Ústí nad Labem vytvořil mozaiku v jídelně Severka a keramické mozaiky pro tehdejší restauraci Savoy. Věnoval se také portrétům. Vystavoval v rámci více než desítky kolektivních výstav především v Praze a v Teplicích.
V jeho ateliéru působil i známý sochař Jindřich Zeithamml, který se zde podle svých slov poprvé seznámil s výtvarnou kulturou a vznikly zde také jeho první práce.
Mezi díla Milana Lahody patří například pomník Herty Lindnerové zhotovený v roce 1967 v obci Krupka. Svůj život tento umělec ukončil sebevraždou.
Milan Lahoda byl předlohou pro postavu pro bohémského sochaře Příhody v Krylově románu Člověk.